# Летковка
Ле́тковка (укр. Летківка) — село на Украине, находится в Тростянецком районе Винницкой области.
Код КОАТУУ — 0524183201. Население по переписи 2001 года составляет 1600 человек. Почтовый индекс — 24310. Телефонный код — 4343.
Занимает площадь 6,5 км².

## Адрес местного совета
24310, Винницкая область, Тростянецкий р-н, с. Летковка, ул. Ленина